# Herstal
Herstal (in vallone Hesta) è un comune del Belgio facente parte della Comunità francofona del Belgio, situato nella Regione Vallonia, nella provincia di Liegi.
Il 1º gennaio 1977 il comune di Herstal fu unito ai vecchi comuni di Milmort, Vottem (tranne alcune strade che vennero incluse nei confini della città di Liegi) e una parte del vecchio comune di Liers (l'altra parte fu unita a Juprelle).
Il comune è noto per essere la sede della famosa casa produttrice di armi belga, la Fabrique Nationale de Herstal, fondata proprio in questa città nel 1889.

## Altri progetti

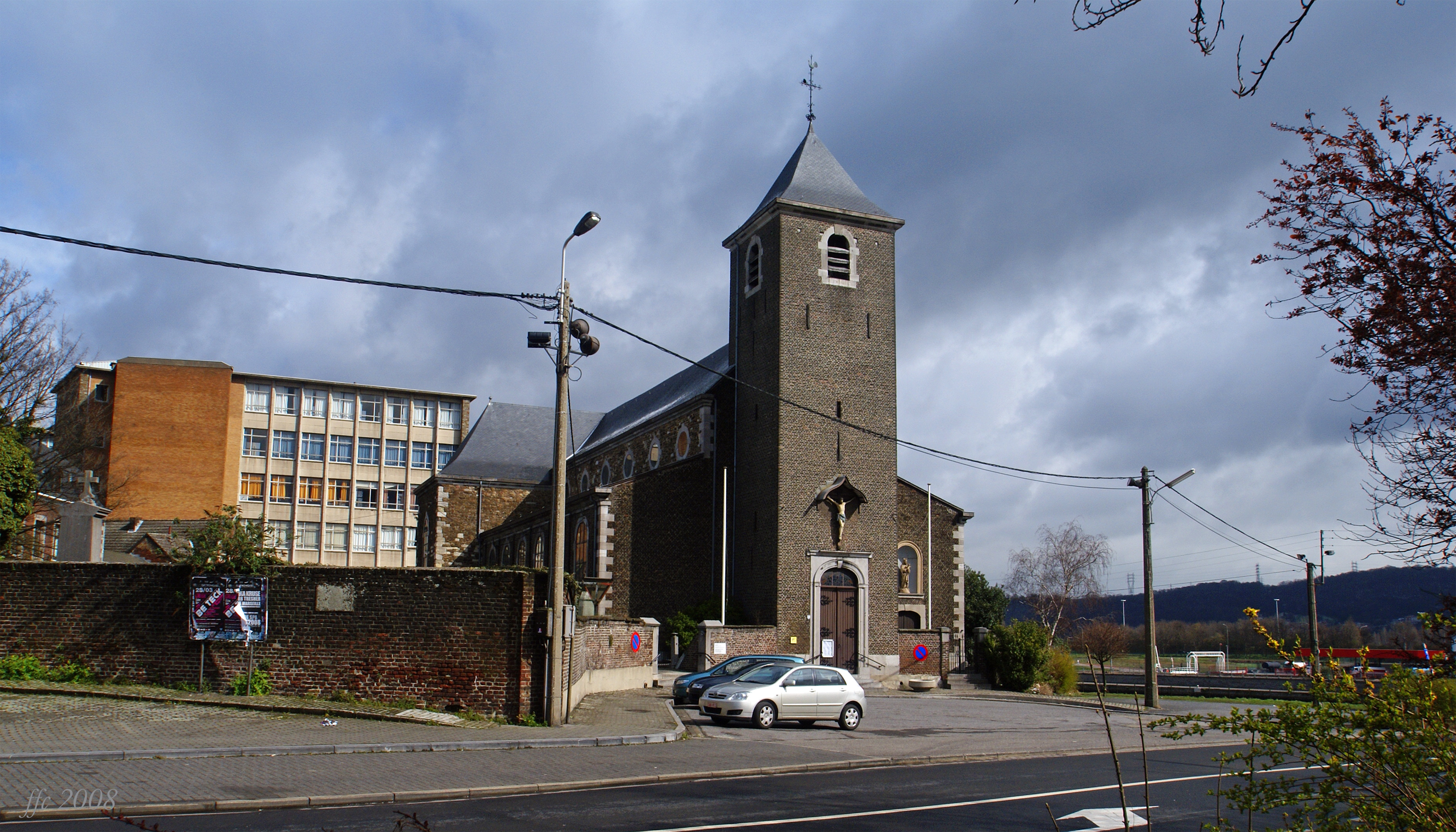
Licourt e la scuola Ipes

## Amministrazione

### Gemellaggi
- Castelmauro
- Kilmarnock
- Alès